# Tiber Krisztián
Tiber Krisztián (Székesfehérvár, 1972. október 6. –) magyar labdarúgó, csatár, az 1997–1998-as magyar labdarúgó-bajnokság gólkirálya, a kétszeres magyar válogatott Tieber László fia.

## Pályafutása
Labdarúgó-pályafutásának kezdeti évei a Velencei-tó partjához köthetőek.
A Videotonban ismerkedett a sport alapjaival, majd a 1993-ban a felnőtt csapatban is bemutatkozott. A több játéklehetőség Velencére, az NB III-as Szondi SE-hez csalogatta, ahol 14 mérkőzésen szerzett 14 gólja felkeltette az akkor szintén harmadosztályú agárdi Gázszer FC érdeklődését. A Gázszer a következő két idény során az élvonalba jutott, Tiber 18 góllal az 1996–1997-es szezonban a másodosztály gólkirálya lett.
A felfele ívelő pályafutás az 1997–1998-as szezonban csúcsosodott ki: a másodosztály után az élvonalban is gólkirály lett, 34 mérkőzésen 20 gólt szerzett, csapata a 8. helyen zárt. 
Az 1998–1999-es szezonban a Gázszer az akasztói Stadler Stadionba tette át székhelyét. A csapat fölött gyülekező sötét felhők, illetve a helyváltoztatás Krisztián teljesítményén is meglátszódott: 32 mérkőzésen mindössze 5 gólt szerzett. A Gázszer FC a szezon után megszűnt, Tiber így képletesen elhagyta a Velencei-tó partját és Budapestre, a Vasas–Danubius Hotelshez igazolt.
Angyalföldet két sikeresnek mondható idény után (két bajnoki bronzérem) hagyta el, és Debrecenben folytatta pályafutását. Innen egy idényt követően költözött tovább, és az ország másik csücskébe, a MATÁV Sopron csapatához igazolt.
A soproni éveket főként sérülések és a mellőzöttség jellemezte, ezért külföldre, Ausztriába távozott.

## Díjak
Gázszer FC
- Élvonalbeli gólkirály: 1 alkalommal (1998 – 20 góllal)
- NB II-es gólkirály:  1 alkalommal (1997 – 18 góllal)

Vasas
- Magyar bajnoki bronzérmes: 2 alkalommal (2000, 2001)